# Свети Климент Охридски (Щип)
„Свети Климент Охридски“ (на македонска литературна норма: „Климент Охридски“) е православна църква в квартал Сеняк на град Щип, Северна Македония. Църквата е част от Брегалнишката епархия на Македонската православна църква – Охридска архиепископия.

## История
Темелният камък на храма е поставен в 1997 година от митрополит Стефан Брегалнишки. Църквата е осветена на 4 ноември 2012 година, по повод 45-годишнината от създаването на Македонската православна църква, от архиепископ Стефан Охридски и Македонски в съслужение с митрополитите Петър Преспанско-Пелагонийски, Тимотей Дебърско-Кичевски, Иларион Брегалнишки и епископите Йосиф Велички и Йосиф Лешочшки, архимандритите Нектарий и Никола, игумените Дамаскин и Фотий и свещеници и дякони от всички епархии на МПЦ.

## Архитектура
В архитектурно отношение църквата е кръстокуполен храм, като куполът е с осмостранна основа. Сградата е измазана. Иконостасът е дървен и резбован, дело на щипския резбар Стоймир Веселинов, а иконите са дело на скопския зограф Никола Цонев.